# 聯合國安全理事會第1368號決議
聯合國安全理事會第1368號決議，於2001年9月12日一致通過。决议决定对对國際和平與安全构成威脅的恐怖主義行為进行打擊。安理會就2001年9月11日发生在美國纽约的九一一襲擊事件对恐怖主義进行譴責。
安理會強烈譴責在紐約、華盛頓特區和賓夕法尼亞州发生的袭击事件，並認為該事件對國際和平與安全构成了严重威脅。决议同时表達了对受害者及其家屬和美國政府的同情和慰問。
这是由法国驻联合国大使让·戴维·莱维特提出的。
决议呼籲所有國家進行合作，將此次恐怖袭击的肇事者、組織者、支持者以及窩藏罪犯者，进行全球追查。並通過合作，在國際社會加大力度打击恐怖组织。
决议通过后，安理會表示将根据《聯合國憲章》规定，採取措施以應對和打擊一切形式的恐怖主義。

## 外部連結
- Text of Resolution at UNHCR.org （页面存档备份，存于）